# 白鳥百合子
白鳥 百合子（しらとり ゆりこ、本名同じ、1983年4月29日 - ）は、日本の元女優、グラビアアイドル、ファッションモデル、タレント、ブロガー。宮城県仙台市出身。

## 来歴
各出演情報、作品発売日は後述を参照。
- 2004年4月17日、女優を目指して上京[4]。
- メジャーデビューまでの間、スーパーマーケットの試食販売員、スポーツショップやレンタルビデオ店の店員、イベントコンパニオンなどのアルバイトをしながら[5]、舞台やモデルなどの活動を続けていた。
- 2004年10月より、『藤井隆のGO GO!スカパー!』にレギュラー出演。

2006年（平成18年）
- 1月11日、女優を目指す立場で「私的ブログ」を開設[6]。
- 4月、「A-TEAMクリスタルピュアオーディション」でグランプリを受賞し、同事務所に所属。
- 4月24日、ほしのあき・小阪由佳・玲奈とともに、スカパー!「F組応援団」」を結成。
- 6月7日より、スカイパーフェクTV!『Wにくびったけ』（2006 FIFAワールドカップ専門チャンネル）に「F組応援団」の一員として出演。
- 6月9日、『BOMB』でグラビアデビュー。
- 7月19日より、CS日テレパンチクラブ・エンタ!371『Idol Park』にレギュラー出演開始。
- 8月23日より、『ジャイケルマクソン』に準レギュラー出演開始。
- 10月25日号より、インターネットファッション雑誌『ファッションウォーカー』にレギュラーモデルとして登場。

2007年（平成19年）
- 1月8日、『イブニング・ニュースTBC』の「今年活躍が期待される宮城県出身者特集」で取り上げられ、『ジャイケルマクソン』出演の様子やインタビューなどが放送される。
- 1月28日より、『仮面ライダー電王』のハナ 役で、初の全国放送テレビドラマレギュラー出演。
- 2月3日、映像ソフト『face〜キリッと白鳥 まったり百合子〜』発売記念イベント。約220人が来場。
- 3月3日、「神戸コレクション2007春/夏」（MBS主催）神戸公演にゲストモデルとして出演。同年3月10日の横浜公演にもゲスト出演。
- 4月8日、写真集『リリーホワイト』発売記念握手会。
- 5月8日より、『mashup!音王MUSIO』にレギュラー出演。
- 6月9日、映像ソフト『like a flower』発売記念イベント。
- 8月頃より体調不良を理由に芸能活動を休止。ブログの更新は継続。
- 9月29日、「仙台放送大感謝まつり」での『mashup!音王MUSIO』公開収録において等身大パネル写真設置[7]。

2008年（平成20年）
- 2月17日、ブログが900万アクセス。これを契機とし、所属事務所からの離脱をブログ上で明らかにした[8]。
- 2月20日、一部の「引退報道」に対し、女優業継続をブログ上で表明[9]。
- 9月29日より、『川島隆太教授のテレビいきいき脳体操』のフィットネスコーナーにレギュラー出演[10]。

2013年（平成25年）
- 1月1日ブログ更新（2025年5月13日の時点で最終更新となっている）

2015年（平成27年）
- 3月14日の秋山莉奈のブログにおいて、「白鳥百合子と２人で会ってきた」と写メ入りで更新されており、元気でいることが報告されている[11]。

2017年（平成29年）
- 7月20日、仮面ライダー電王のBlu-ray BOX特典ブックレットのハナ役スペシャルインタビューにて現在は芸能界を引退している事を述べる[12]。

## 出演

### バラエティ
- 藤井隆のGO GO!スカパー!（2004年10月 - 2005年3月、スカイパーフェクTV!） - リポーター、スタジオレギュラー
- Wにくびったけ（2006 FIFAワールドカップ専門チャンネル、スカイパーフェクTV!）
- Idol Park（2006年8月12日 - 2007年1月17日、CS日テレ・パンチクラブ・エンタ!371）
- ジャイケルマクソン（2006年8月23日 - 2007年6月27日、毎日放送ほか） - ほしのあきと2週交代で玲奈と出演。2007年9月に卒業するまでの間は休養扱い。
- mashup!音王MUSIO（2007年5月8日 - 2008年7月17日、仙台放送ほか） - アシスタント、ナレーター、マスコットキャラクター
- 川島隆太教授のテレビいきいき脳体操（2008年9月29日 - 2009年3月31日、仙台放送ほか） - フィットネスインストラクターとして出演[10]

### テレビドラマ
- ドラゴンフライ（2006年10月29日、WOWOW） - レイナ 役
- 仮面ライダー電王（2007年1月28日 - 8月26日、テレビ朝日系） - ハナ 役 。上記の理由から降板。ハナについては体のみが幼児化したという設定で急遽「コハナ」となり、コハナを演じた松元環季が事実上ハナ役を受け継ぐ形となった。

### 映画
- 龍が如く 劇場版（2007年3月3日）
- 荒くれKNIGHT（2007年）
- 劇場版 仮面ライダー電王 俺、誕生!（2007年8月4日） - ハナ 役
- URAHARA（2008年3月15日） - 松本翔子 役

### アニメ
- 仮面ライダー電王+しん王（2007年8月3日） - ハナ 役

### 舞台
- 幕末蛮風（2005年10月）
- Le Café de Montmartre 〜 モンマルトルのカフェで（2006年8月8日 - 13日）

### CM
- 金鳥
- 丸井
- オタフクソース
- ホテル「リゾナーレ」

### コントソフト
- 白鳥百合子vs桜塚やっくん「mashup!音王MUSIO maniaXXX」（2008年9月10日）

## 作品

### 映像作品
1. 告白〜好きだよ 白鳥〜（2006年10月27日、リバプール）
2. face〜キリッと白鳥 まったり百合子〜（2007年1月26日、リバプール）
3. like a flower（2007年5月25日、竹書房）
4. Cygnet（2007年7月25日、ゴマブックス）
5. dazzle（2007年9月19日、ポニーキャニオン）
6. 輝きながら（2007年12月19日、リバプール）

### WEB写真集
1. デジタル写真集 @misty（2006年11月、ミスティ）
2. エターナルプリンセス（2007年11月22日、小学館）[13]

## 書籍

### 写真集
1. ステレオ・ビュアー&写真コレクション「Pure! 白鳥百合子」（2007年3月12日、モーターマガジン社）ISBN 978-4862791009
2. リリーホワイト（2007年4月5日、辰巳出版、撮影：栗山秀作）ISBN 978-4777803712-撮影地：宮城県
3. エターナルプリンセス（2007年9月26日、小学館、撮影：野村誠一）ISBN 978-4091030566-撮影地：上海

### 雑誌連載
- ファッションウォーカー（インターネットファッション雑誌）レギュラーモデル